# Janina Duda (1918–2018)

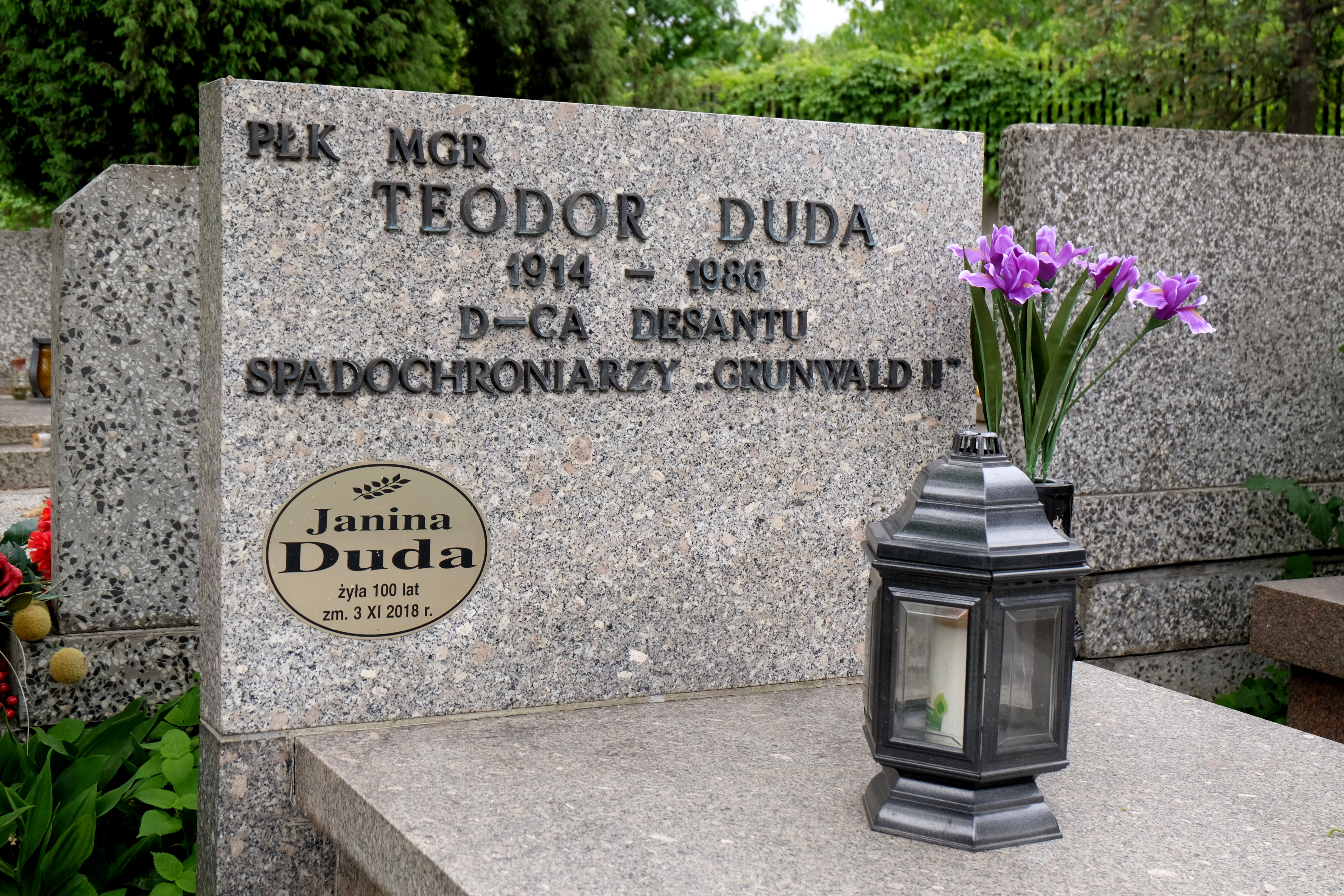
Grób Janiny i Teodora Dudów na Cmentarzu Wojskowym na Powązkach w Warszawie

Janina Duda z domu Żurek (ur. 24 grudnia 1918 w Białymstoku jako Bluma Perelmut, zm. 3 listopada 2018) – polska partyzantka pochodzenia żydowskiego, funkcjonariuszka aparatu bezpieczeństwa publicznego, podpułkownik w stanie spoczynku.

## Życiorys
Urodziła się w rodzinie żydowskiej, jako córka Leona i Estery z domu Lapidus. W czasie II wojny światowej działała w sowieckiej partyzantce. W czerwcu 1944 została zrzucona wraz z oddziałem kpt. Teodora Dudy za linię frontu na teren Lubelszczyzny. Od września 1944 była kierownikiem sekretariatu Wojewódzkiego Urzędu Bezpieczeństwa Publicznego w Lublinie. W okresie od 1 września 1944 do 1 kwietnia 1947 brała udział w zwalczaniu antykomunistycznego podziemia. W 1946 poślubiła swojego wcześniejszego dowódcę Teodora Dudę. Należała do Polskiej Partii Robotniczej, a następnie Polskiej Zjednoczonej Partii Robotniczej. W późniejszym okresie piastowała między innymi funkcję kierownika kancelarii gabinetu ministra bezpieczeństwa publicznego oraz naczelnika sekretariatu departamentu II Ministerstwa Bezpieczeństwa Publicznego. Służbę zakończyła w stopniu majora.
W 2000 jej zdjęcie znalazło się na okładce książki prof. Mirosława Piotrowskiego pt. Ludzie bezpieki w walce z Narodem i Kościołem.
Zmarła 3 listopada 2018 i została pochowana na Cmentarzu Wojskowym na Powązkach w Warszawie (kwatera D37-1-18).

## Wybrane odznaczenia
- Krzyż Srebrny Orderu Virtuti Militari (1959)[6]
- Krzyż Komandorski Order Odrodzenia Polski (1983)[6]
- Krzyż Oficerski Order Odrodzenia Polski (1960)[6]
- Złoty Krzyż Zasługi (1954)[6]
- Srebrny Krzyż Zasługi (dwukrotnie: 1946 i 1952)[6]
- Krzyż Partyzancki (1951)[6]
- Srebrny Medal „Zasłużonym na Polu Chwały”[2]
- Medal im. Ludwika Waryńskiego (1988)[7]
- sowiecki Medal „Za zwycięstwo nad Niemcami w Wielkiej Wojnie Ojczyźnianej 1941–1945”[6]
- sowiecki Medal „Partyzantowi Wojny Ojczyźnianej”[6]